# سجل المراجعة
سجل المراجعة أو سجل تدقيق وفحص[بحاجة لمصدر] (بالإنجليزية: Audit trail)‏ هو سجل أمان مرتب زمنيًا للأحداث ذات الصلة، أو مجموعة من السجلات أو سجلين مرتبطين أحدهما مصدر والآخر هدف يمد بوثائق من الأدلة لسلسلة من الأنشطة تمت في أي وقت لعملية محددة أو إجراء أو حدث.
سجلات التدقيق ناتجة من الأنشطة مثل معاملة مالية، بحث علمي، ورعاية صحية، اتصال بواسطة الأشخاص أو النظم أو الحسابات أو أي كيانات أخرى.